# Osseo (Minnesota)
Osseo – miasto w Stanach Zjednoczonych, w stanie Minnesota, w hrabstwie Hennepin.